# 李虹 (1962年)
李虹（1962年8月—），女，汉族，河北沧县人，中华人民共和国政治人物。

## 生平
曾任中共天津市委统战部常务副部长，2018年当选为天津市人大常委会副主任，并连任至今。